# Демидово (Богородский район)
Деми́дово — деревня в Богородском районе Нижегородской области. Входит в состав Алешковского сельсовета.

## География
Деревня находится на расстоянии 3 км к западу от города Богородск, административного центра района, и 51 км к юго-западу от города Нижний Новгород, административного центра области. Абсолютная высота — 124 м над уровнем моря.
Часовой пояс
Деревня Демидово, как и вся Нижегородская область, находится в часовой зоне МСК (московское время). Смещение применяемого времени относительно UTC составляет +3:00.

## История
В «Списке населенных мест» Нижегородской губернии по данным за 1859 год значится как владельческая деревня при пруде в 27 верстах от Нижнего Новгорода. Относилась ко второму стану Горбатовского уезда. В деревне насчитывалось 40 дворов и проживало 288 человек (131 мужчина и 157 женщин).

## Население
| 1999 | 2002 | 2010 |
| ---- | ---- | ---- |
| 274  | ↗300 | ↘192 |

Национальный состав
Согласно результатам переписи 2002 года, в национальной структуре населения русские составляли 96 % из 300 чел.

## Известные уроженцы
- Брызгалов, Валентин Иванович (1931—2003) — советский и российский энергетик. Доктор технических наук.